# العدن (يريم)

تعديل مصدري - تعديل

العدن هي إحدى قرى عزلة بني مسلم بمديرية يريم التابعة لمحافظة إب، بلغ تعداد سكانها 236 نسمة حسب تعداد اليمن لعام 2004.